# 유네스키 마야
유네스키 마야 멘디술라(스페인어: Yunesky Maya Mendizula, 1981년 8월 28일~)는 쿠바의 야구 선수이자, 현 도미니카 윈터 베이스볼 리그 아길라스 시베나스의 투수이다. 프랜시슬리 부에노에 이은 KBO 리그의 2번째 쿠바 출신 용병 선수이다.

## 쿠바 야구 시절
2004년에 고향 연고팀인 베게로스 데 피나르델리오에 입단하였으며, 쿠바 야구 국가대표로 활약했다.

## 미국 프로야구 시절
2010년에 워싱턴 내셔널스에 입단하였다.

## 한국 프로야구 시절

### 두산 베어스시절
2014년 7월 12일에 성적 부진으로 퇴출된 크리스 볼스테드의 대체 선수로 영입되었다. 2014년 8월 1일 한화전에 선발 등판하며 데뷔전을 치렀고, 5이닝 4실점(2자책)을 기록했다. 2014년 시즌 2승 4패에 머물렀지만, 재계약에 합의했다. 2015년 4월 9일 넥센전에서 투구수 136개, 3볼넷, 8탈삼진을 기록하며 역대 12번째 노히트 노런을 기록했다. 외국인 투수로서는 찰리 쉬렉 이후 역대 2번째이다. 하지만 그 이후로 1승도 올리지 못하고 방어율이 12점대로 안 좋은 모습을 보였으며, 결국 2015년 6월 13일에 방출됐다. 팀은 그의 대체 선수로 앤서니 스와잭을 영입하였다.

## 미국 프로야구 복귀
2016년에 LA 에인절스에 입단하였다.

## 도미니카 프로야구 시절
2017년에 아길라스 시베나스에 입단하였다.

## 논란
- 2014년 10월 11일 LG 트윈스전에서 선발 투수였던 그는 LG 트윈스의 2차례 스퀴즈 번트로 실점하자 흥분한 기색으로 LG 트윈스 덕아웃 쪽을 향해 손가락 욕을 했다. 이에 당시 감독이었던 양상문이 화가 나서 마운드로 나왔고 벤치 클리어링이 발생했다. 다음 날 그가 양상문에게 사과했다.

## 트리비아
- 안산 OK저축은행 러시앤캐시의 배구 선수인 로베르틀란디 시몬과 친하다.
- 시몬이 시구한 4월 9일에 그는 노히트 노런을 기록했다.

## 주요 기록
| 기록                                                                                          | 날짜           | 소속팀 | 상대팀 | 패전투수     | 구장 | 기타                                 |
| --------------------------------------------------------------------------------------------- | -------------- | ------ | ------ | ------------ | ---- | ------------------------------------ |
| 두산 베어스 통산 2번째 노히트 노런 통산 12번째 노히트 노런 통산 2번째 외국인 선수 노히트 노런 | 2015년 4월 9일 | 두산   | 넥센   | 앤디 밴 헤켄 | 잠실 | 종전기록 : 2014년 6월 24일 찰리 쉬렉 |